# 東涌侯王橋
東涌侯王橋（英語：Tung Chung Hau Wong Bridge）是一條位於香港大嶼山東涌的行人橋，用以橫渡東涌河，是以陸路往來東涌及沙螺灣的必經橋樑，由於鄰近東涌侯王古廟，是故被稱為「侯王橋」。橋樑最初為附近的村民自行以竹搭建，惟不勝交通往來的負荷，在居民的要求下，於1971年由駐港英軍派出工兵改建為鐵橋，改善了當地的交通，但該橋於1979年因颱風荷貝猛烈吹襲而嚴重受損，於1980年由離島理民府改建為混凝土橋。

## 建造及啟用

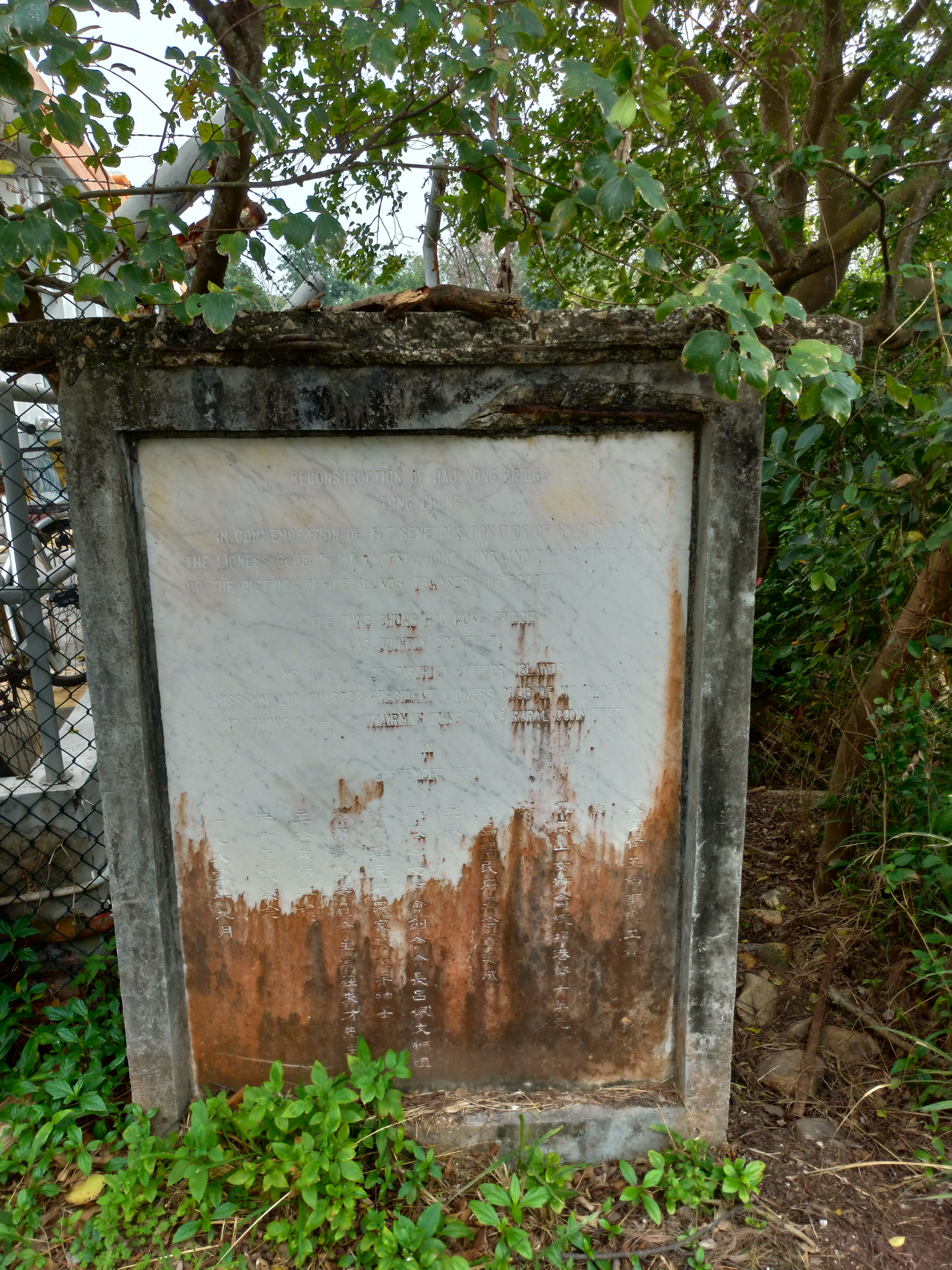
東涌侯王橋於1980年修復為混凝土橋的牌匾，因日久失修而充滿污垢及出現明顯脫色。

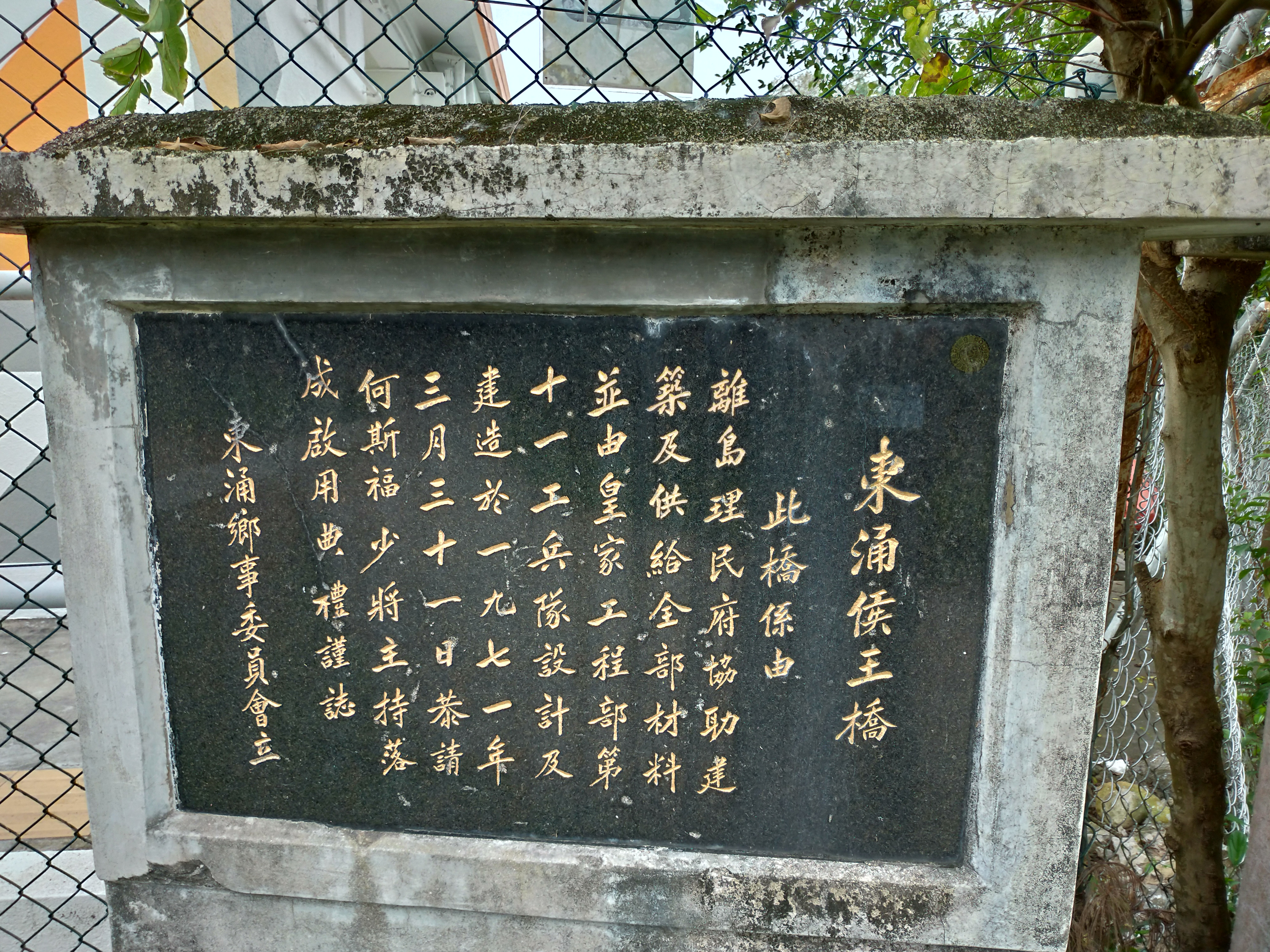
東涌侯王橋旁的牌匾，提述英軍第十一工兵隊在1971年義助建橋的事蹟。

大嶼山在1997年5月青嶼幹線通車前，仍是一座遠離香港市區的孤島，而東涌更是位處大嶼山西北岸的偏僻之地，但當地有村落及農田，在東涌以西的沙螺灣至大澳一帶也有村民聚居，而在假日也有遊人前往。在東涌有一條自石門甲向北流往東涌灣的東涌河，將連接東涌及沙螺灣的小徑分隔，因此當地村民便自行使用竹在東涌河下游搭建竹橋以便渡河，並以附近的侯王廟而命名為「侯王橋」。該竹橋原始簡陋，並不穩固，對途經竹橋的居民及遊客構成危險，可是當地居民難以負擔興建正式橋樑的費用，所以東涌鄉事委員會在1960年代初一直爭取政府協助修築橋樑。
1971年年初，離島理民府長官郭惠康派出時任政務主任的曾蔭權到訪當地，曾蔭權聽取村民期望建橋的要求後，認同需要為當地村民修築較安全的橋樑，於是向所屬單位反映居民的建議，離島理民府同意協助當地村民興建跨越東涌河的渡河橋，並負擔購買建材的費用，又聯繫駐港英軍尋求協助，軍部同意派遣英國陸軍皇家工程部的工程人員到當地為修築渡河橋作出評估，其後落實建造鐵橋取代原先的竹橋，並展開設計工作。渡河橋於1971年2月21日動工建造，由駐港英軍第11工兵隊以義務性質興建，並克服了當地不便施工的環境，鐵橋只用了一個多月便施工完畢。渡河橋主要以工字鐵構成，長150英尺（46），寬4英尺（1），上面鋪設木板，這項工程使用了100噸的混凝土，橋身一端連接東涌，另一端接駁通往散頭及沙螺灣的路段，橋面有欄杆，橋身比竹橋穩固，過橋也較之前安全。1971年3月31日，離島理民府、東涌鄉事委員會及駐港英軍為新橋舉行落成儀式
，當地居民皆有出席，並由東涌鄉事委員會主席莊朱才向駐港英軍何斯福少將頒發錦旗，以答謝軍部為居民建造橋樑及改善當地的交通，而參與興建橋樑的英國陸軍皇家工程部第11工兵隊於鐵橋完工後一周便返回英國。

## 損毀及重建
1978年，鐵橋經過近八年的使用後，鐵架已經銹蝕，橋面的木板亦已毀壞，支撐橋樑的支柱經過河水多年來的衝擦下亦有所移位，東涌居民遂要求政府方面協助維修。1979年8月1日，香港受到颱風荷貝吹襲，這是香港在1970年代遇到的最強颱風，香港天文台於8月2日下午1時正發出十號颶風信號，這場颱風造成香港12人死亡，260人受傷，多達800人無家可歸，香港多處損毀嚴重，而東涌侯王橋也在這次颱風吹襲中嚴重受損，已不能安全通行。由於侯王橋是當地交通的重要橋樑，但村民難以負擔重建橋樑的費用，於是尋求政府協助，而鳳凰山女獅會亦決定贊助10萬港元修復橋樑。經過與政府當局的磋商後，離島理民府於1980年1月22日決定撥款20萬港元重修渡河橋，並由新界民政署工程師黃繼榮負責設計。修橋工作於1980年5月展開，橋樑以混凝土建造，長50英尺（15），寬2（7英尺），於同年9月完工。1980年9月26日，離島理民府羅家駿、鳳凰山女獅會會長汪湯貴珍及東涌鄉事委員會主席莊朱才等人出席新修渡河橋的通行儀式。